# Cryphaea sphaerocarpa
Cryphaea sphaerocarpa là một loài rêu trong họ Cryphaeaceae. Loài này được Hook. Brid. mô tả khoa học đầu tiên năm 1819.